# Ättledning
Ättledning  var en ceremoni för att uppta en person i en ätt och som genomfördes på ett visst sätt och i närvaro av ättens medlemmar. Under förkristen tid blev barn efter ofria (trälar) också ofria. Det samma gällde om en fri man fått barn med en ofri kvinna. Emellertid fanns en möjlighet för en fri man att ta upp barnet i sin ätt och förklara det som sitt.
En beskrivning av hur det skulle gå till och vilken formel som ättledaren (fadern) skulle uttala finns bevarad i de norska Frosta- och Gulatingslagarna. Om fadern också hade myndiga "äkta" söner kunde deras godkännande krävas.
Det kunde vid ättledning också föreligga oklarhet om ifall hela ätten var bunden av ättledningen eller endast ättledaren. Denna fråga kunde till exempel gälla ifall den ättledde skulle ha rätt att ärva någon annan i släkten än sin fader. Häri ligger en skillnad mot adoption, där den adopterade helt och hållet erhåller samma rättigheter och skyldigheter som han skulle ha haft ifall han vore avkomma till den adopterande föräldern.
Då träldomen avskaffades minskade behovet av ättledning eftersom det inte längre fanns några ofria som kunde ättledas. En annan orsak till att ättledningen minskade var kyrkans uppfattning att "äkta börd" endast kunde erhållas om föräldrarna var gifta. Äkta börd kunde således inte förvärvas i efterhand.